# Terra de Areia
Terra de Areia is een gemeente in de Braziliaanse deelstaat Rio Grande do Sul. De gemeente telt 10.389 inwoners (schatting 2009).

## Aangrenzende gemeenten
De gemeente grenst aan Arroio do Sal, Capão da Canoa, Itati, Maquiné, Três Cachoeiras en Três Forquilhas.

## Verkeer en vervoer
De plaats ligt aan de noord-zuidlopende weg BR-101 tussen Touros en São José do Norte. Daarnaast ligt ze aan de wegen RS-486.